# João Pacheco de Oliveira (antropólogo)
João Pacheco de Oliveira (28 de janeiro de 1958) é um antropólogo brasileiro, que atua no Museu Nacional (UFRJ), desde 1997 na condição de Professor Titular.

## Realizações
Fez pesquisa de campo prolongada com os índios Tikuna, do Alto Solimões (Amazônia), da qual resultou sua dissertação de mestrado (Universidade de Brasília, 1977) e sua tese de doutoramento (1986), publicada em 1988.
Realizou também pesquisas sobre políticas públicas, coordenando um amplo projeto de monitoramento das terras indígenas no Brasil (1986-1994), com apoio da Fundação Ford, publicando muitos trabalhos analíticos, coletâneas e atlas.
Orientou mais de 60 teses e dissertações no Programa de Pós-Graduação em Antropologia Social (PPGAS), voltadas sobretudo para povos indígenas da Amazônia e do Nordeste,  em programa comparativo de pesquisas em etnicidade e território apoiado pelo CNPq e FINEP.
Atuou como professor-visitante em alguns centros de pós-graduação e pesquisa no Brasil (UNICAMP, UFPE, UFBA e Fundação Joaquim Nabuco) e no exterior (Universidad Nacional de La Plata/Argentina, Università di Roma “La Sapienza” e École des Hautes Études em Sciences Sociales/Paris).
Foi presidente da Associação Brasileira de Antropologia/ABA (1994/1996) e, por diversas vezes, coordenador da Comissão de Assuntos Indígenas.
Junto com lideranças indígenas foi um dos fundadores do Maguta: Centro de Documentação e Pesquisa do Alto Solimões, sediado em Benjamin Constant (AM), que deu origem ao Museu Maguta, administrado diretamente pelo movimento indígena, através do Conselho Geral da Tribo Tikuna/CGTT.
Nos últimos anos vem se dedicado ao estudo de questões ligadas à antropologia do colonialismo e à antropologia histórica, desenvolvendo trabalhos relacionados à formação do Brasil, bem como a museus e coleções etnográficas.
É curador das coleções etnológicas do Museu Nacional e organizou recentemente a exposição Os Primeiros Brasileiros, relativa aos indígenas do nordeste, cuja itinerância em Recife, Fortaleza e Rio de Janeiro foi visitada por mais de 150 mil pessoas.

## Citação
A etnicidade supõe, necessariamente, uma trajetória (que é histórica e determinada por múltiplos fatores) e uma origem (que é uma experiência primária, individual, mas que também está traduzida em saberes e narrativas aos quais vem a se acoplar). O que seria próprio das identidades étnicas é que nelas a atualização histórica não anula o sentimento de referência à origem, mas até mesmo o reforça. É da resolução simbólica e coletiva dessa contradição que decorre a força política e emocional da etnicidade

## Escritos

### Livros e coletâneas
- AARÃO REIS, D; MATTOS, H.; PACHECO DE OLIVEIRA, J.; SOUZA MORAES, L.E.; RIDENTI, M. (orgs.). Tradições e Modernidades. Rio de Janeiro: FGV Editora, 2010. 317 p.
- PACHECO DE OLIVEIRA, J. Hacia una antropología del indigenismo: estudios críticos sobre los procesos de dominación y las perspectivas actuales de los indigenas en Brasil. Rio de Janeiro: Contra Capa; Lima:Centro Amazónico de Antropología y Aplicación Práctica, 2006. 228 p.
- PACHECO DE OLIVEIRA, J. & ROCHA FREIRE, C.A. A Presença Indígena na Formação do Brasil. Brasília: SECAD/MEC e UNESCO, 2006. 264 p.
- PACHECO DE OLIVEIRA, J. Storia, Politica e Religione Tra I Ticuna - Un popolo indigeno nell' Amazzonia brasiliana. Roma: Bulzoni, 2005. 392 p.
- PACHECO DE OLIVEIRA, J. (org.). A Viagem da Volta: etnicidade, política e reelaboração cultural no nordeste indígena. 2ª. ed. (revista e atualizada). Rio de Janeiro: Contra Capa Livraria/LACED, 2004. 361 p.
- PACHECO DE OLIVEIRA, J.; MOREIRA SANTOS, A. F. Reconhecimento Étnico em Exame: dois Estudos sobre os Caxixó. Rio de Janeiro: Contra capa, 2003.
- PACHECO DE OLIVEIRA, J. (org.). A Viagem da Volta: Etnicidade, política e reelaboração cultural no Nordeste indígena. 1ª. ed. Rio de Janeiro: Contra Capa, 1999. 351 p.
- PACHECO DE OLIVEIRA, J. Ensaios em Antropologia Histórica. Rio de Janeiro: Editora UFRJ, 1999. 269 p.
- PACHECO DE OLIVEIRA, J. (org.). Indigenismo e Territorialização: Poderes, rotinas e saberes coloniais no Brasil contemporâneo. 1ª. ed. Rio de Janeiro: Contra Capa Livraria, 1998. 2000. 311 p.
- PACHECO DE OLIVEIRA, J. O Nosso Governo: Os Ticuna e O Regime Tutelar. São Paulo, Marco Zero/CNPq, 1988.
- PACHECO DE OLIVEIRA, J. (org). Sociedades indígenas e indigenismo no Brasil. Rio de Janeiro, Marco Zero/UFRJ, 1987.

### Outras modalidades de publicações
- Índios: Os Primeiros Brasileiros. Catálogo da Exposição. São Paulo, SESC, 2008.
- Atlas das Terras Ticuna. Rio de Janeiro: Museu Nacional, 1998. 65 p.
- Atlas das Terras Indígenas/Nordeste. Rio de Janeiro: PETI, 1994.
- Militares, Indios e Fronteiras. Rio de Janeiro: Ed. da UFRJ, 1990.
- A Lagrima Ticuna é Uma Só. Rio de Janeiro.MAGUTA/CEDI/PETI, 1988.
- Terras Indigenas no Brasil. São Paulo, CEDI, 1987.